# Farsetia macrantha
Farsetia macrantha är en korsblommig växtart som beskrevs av Ethelbert Blatter och F. Hallberg. Farsetia macrantha ingår i släktet Farsetia och familjen korsblommiga växter. Inga underarter finns listade i Catalogue of Life.